# Haldane of the Secret Service
Haldane of the Secret Service è un film del 1923 diretto, prodotto e interpretato da Harry Houdini. Il film uscì nelle sale il 30 settembre 1923.

## Trama
Heat Haldane, che è il figlio di un investigatore ucciso da una banda di falsari, ha giurato di vendicare la morte del padre. Riesce a salvare dalla banda una ragazza, ma viene gettato nel fiume e dato per morto. Dopo essersi salvato, inizia, per Haldane, una serie di rocambolesche avventure.

## Produzione
Il film fu prodotto dalla Houdini Picture Corporation. Benché il film fosse stato girato in gran parte a New York ai Tilford Studio di Manhattan, ci sono alcune scene in cui appare Houdini girate a Londra e a Parigi.

## Distribuzione
Distribuito dalla Film Booking Offices of America, il film uscì nelle sale USA il 30 settembre 1923.